# 比豪鲁格劳
比豪鲁格劳，是匈牙利贝凯什州所辖的一个村。总面积52.84平方公里，总人口862，人口密度16.3人/平方公里（2011年1月1日）。